# Государство Цигу
Государство Цигу, также Владение Цигу (кит. трад. 契骨, пиньинь Qigu, букв. «кыркур», «кыркут», «кыркуз») — раннефеодальное государство енисейских кыргызов, основанное в 552 году в результате восстания против жужаней. В ходе своей истории неоднократно попадало в вассальную зависимость от более сильных государств.

## Периодизация
- V—VI вв. — енисейские кыргызы мигрировали в регион Минусинской котловины и поглотили местные племена.
- 552 г. — енисейские кыргызы совместно с тюркютами подняли успешное восстание против жужаней, образовав собственное государство.
- 555—581 гг. — государство Цигу попало в вассальную зависимость от Тюркского каганата вплоть до его ослабления.
- 629—632 гг. — государство Цигу попало в вассальную зависимость от Телесского каганата, однако позже енисейским кыргызам удалось отвоевать свою независимость.
- 648 г. — кыргызский эльтебер Шибокюй Ачжань установил первые дипломатические отношения между кыргызами и Китаем.
- 693 г. — кыргызский эльтебер Барс-бек основал Кыргызский каганат.

## История

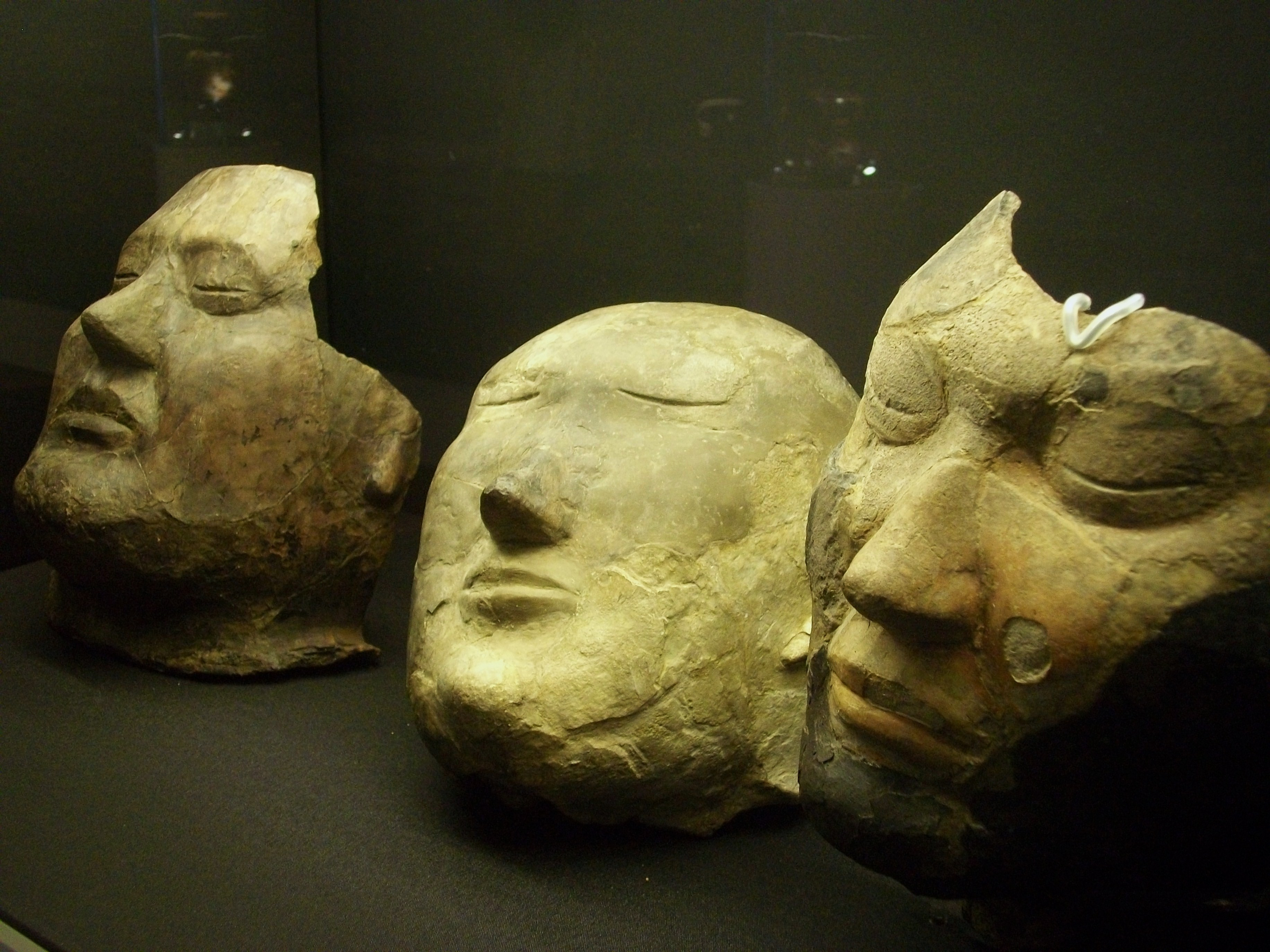
Погребальные маски Таштыкской культуры на момент колонизации региона гяньгунями (кыргызами)
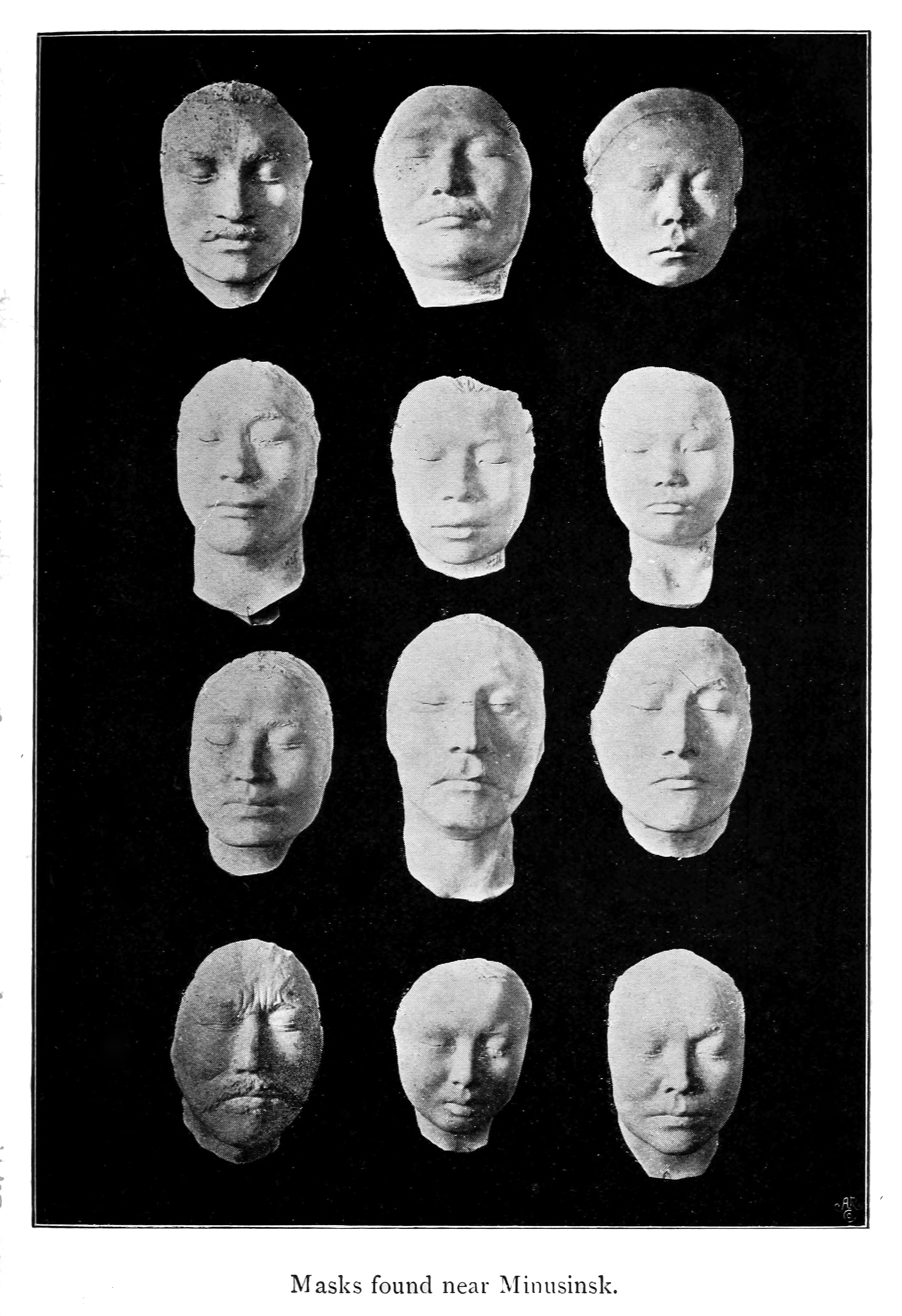
Таштыкские маски из Минусинской котловины
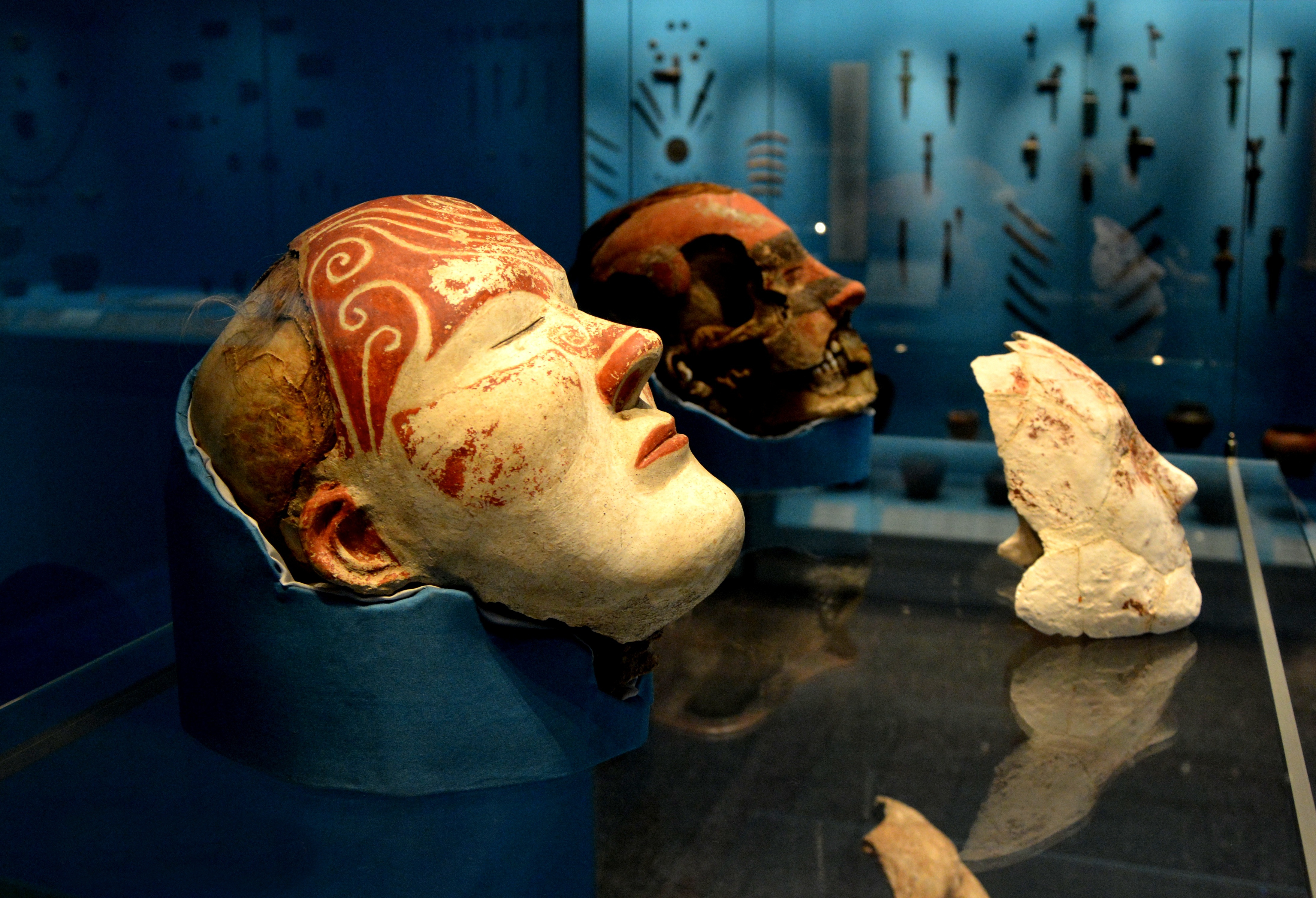
Таштыкские погребальные маски из погребального комплекса Оглахты, III—IV вв.

Древние кыргызы («гяньгуни») мигрировали из Центральной Азии на Енисей во второй половине V в. в ходе расселения раннетюркских племён на Алтае. По мнению П. П. Азбелева, кыргызы не сразу создали полноценное государство, о котором с уважением упоминают авторы древнетюркских рунических памятников и китайских летописей. Уже в VI веке кыргызы поглотили местное таштыкское население среднего Енисея. Как сообщает китайский источник «одним из братьев легендарного тюркского правителя Надулу-шада создал свое государство между реками Афу (Абакан) и Гянь (Енисей), назвав его Цигу (Кыргыз)», что свидетельствует о воцарении рода Ашина у енисейских кыргызов на рубеже V—VI веков.
В 552 г. енисейские кыргызы приняли участие в анти-жужаньском восстании совместно с тюркютами, добившись восстановления своего государства. Однако в 554—555 годах государство енисейских кыргызов попало в вассальную зависимость от Мукан-кагана, добровольно подчинившись. Государство Цигу было обязано поставлять оружие и рабов-военнопленных, известно, что в 569 г. Истеми-хан подарил византийскому послу Земарху «пленницу из народа кыргыз». В 572 г. вероятно земли кыргызов отдали под управление Або-хану в качестве «северного ханства».
В 581 г. енисейским кыргызам удалось вернуть свою самостоятельность, уже в 583 г. кыргызы готовились к активным военным действиям за господство в Центральной Азии, как сообщают китайские источники «Цигу, которые властвуют к северу от Тупо, со скрежетом зубовным ожидают возможности отомстить». В 629 г. енисейские кыргызы попали в вассальную зависимость от Телесского каганата. На среднем Енисее было создано наместничество во главе с эльтебером. По мнению Д. Г. Савинова период сирского (телесского) наместничества не сыграл существенной роли в истории енисейских кыргызов, П. П. Азбелев отмечает тот факт, что с появлением сирского наместниства кыргызы получили международное признание в Центральной Азии в качестве суверенного государства. В 632 г. кыргызы вернули свою самостоятельность.
В 640-е годы кыргызы попали в зависимость от тюркютского Чеби-хана, однако тот был разбит в 647 г. китайцами, а его государство уничтожено. Государство енисейских кыргызов решило идти на сближение с Империей Тан, в 648 г. ко двору императора Тай-цзуна прибыл кыргызский государь Сылифа Шибокюй Ачжань, которому было пожаловано звание генерала почётной гвардии и генерал-губернатора области Цзянгунь, кыргызский эльтебер «изъявил желание» стать вассалом Китая, однако реальной власти на землях енисейских кыргызов Китай не имел. В 653 и 675 годах Китай посещали кыргызские посольства. В 682 г. енисейские кыргызы приняли участие в войне против Второго Восточно-тюркского каганата в борьбе за господство в Центральной Азии, в 688 г. тюркюты разбили союзников кыргызов, однако сами кыргызы, которые не участвовали в этом сражении, значительно укрепили свои позиции и возглавили анти-тюркскую коалицию на северных рубежах. Неудачный поход Капаган-кагана против кыргызов в 693 г., привёл к тому, что кыргызский эльтебер Барс-бек принял титул кагана, в результате чего был основан Кыргызский каганат.

## Культура

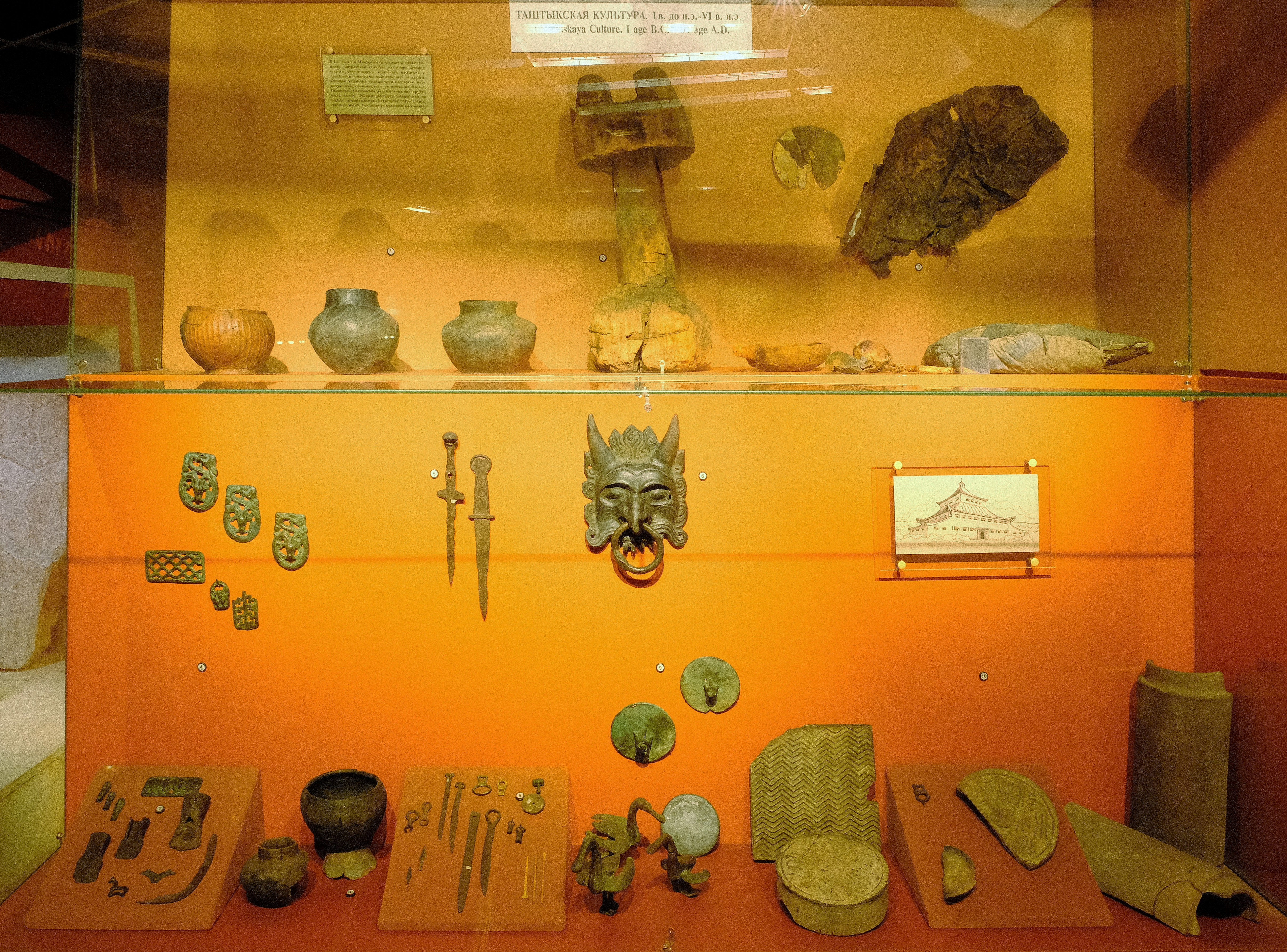
Изделия Таштыкской культуры, Красноярский краеведческий музей

В V веке своей наивысшей точки развития достигает Таштыкская культура, которая примет существенное участие в развитии культуры енисейских кыргызов. По мнению С. А. Теплоухова, некоторые кыргызские каменные курганы типа «Чаатас» являлись продолжателями таштыкских традиций. С. А. Теплоухов также выделял, что элементы таштыкской культуры, как керамика, погребальные скульптуры и тому подобное получили дальнейшее развитие в культуре енисейских кыргызов. Учёные почти едины во мнении, что культура енисейских кыргызов является прямым наследником таштыкской. Преемственность между таштыкцами и енисейскими кыргызами выразилась в обрядах трупосожжения (кремации), в деталях погребальных сооружений, керамике, украшениях, вооружении и так далее. Некоторые учёные называли поздний этап развития таштыкской культуры «протокыргызским» или «раннекыргызским»

## Государственное устройство
На ранней стадии формирования государственности енисейских кыргызов страна управлялась триадной системой управления во главе с эльтебером. В «Цзю Тан-шу» упоминаются следующие должности: «Хэси-бэй» (великий командующий), следующий по чину «Ацзюйшэби-бэй», следующий — «Ами-бэй». С начала эпохи Кыргызского каганата в государстве появился институт тутукства.

## Военное дело

### Снаряжение армии

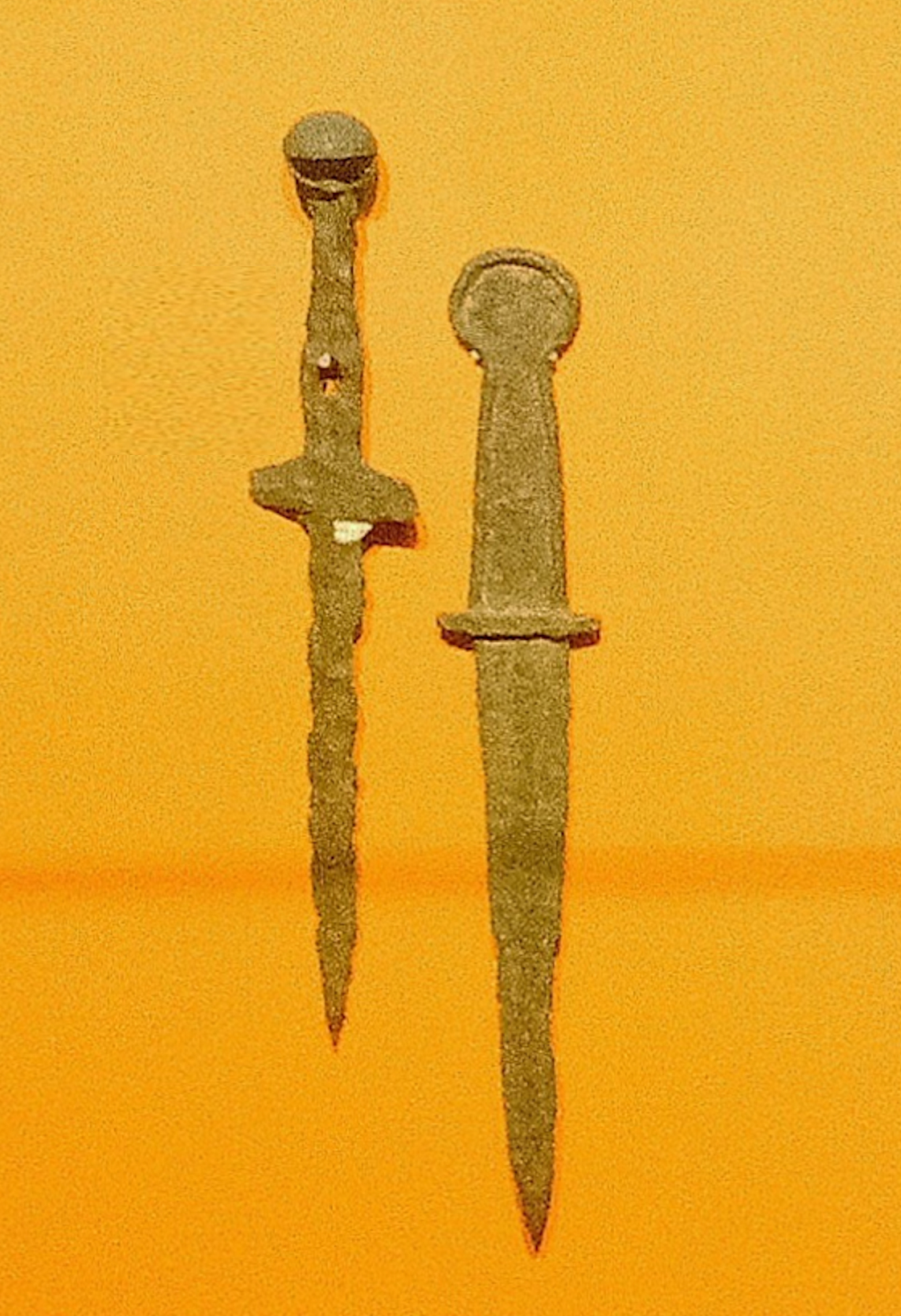
Таштыкские кинжалы, Минусинский краеведческий музей

В VI—VIII веках обмундирование тяжеловооружённого кыргызского воина состояло из: нагрудный пластинчатый панцирь, конический шлем, деревянные накладные щиты-поножи и наручи. Одним из важных элементов защитного вооружения являлся деревянный щит, обтянутый кожей и усиленный металлическими пластинами. Воин был вооружён длинным обоюдоострым мечом, копьём на длинной втулке, боевым топором, сложносоставным луком и стрелами с трехлопастными наконечниками. Боевой конь был снаряжён войлочной и меховой попоной и жёстким седлом на деревянной основе со стременами.

### Военная организация
Сведения о военной структуре енисейских кыргызов в VI—VIII веках немногочисленны. Поскольку главенствующее положение в государстве занимали феодальная аристократия — беги (князья), войско енисейских кыргызов представляло собой ополчение, возглавляемая предводителями родов и племён. В целях совершения грабительских рейдов, «чтобы добыть золота», и успешного отражения вторжений тюрок и уйгуров, феодальная аристократия — эль (государство), объединялась вокруг военного вождя, который носил титулы «Сылифа» (Эльтебер) и «Ажо».

## Эльтеберы
- Сылифа Шибокуй Ачжан (648—693)